# Космонавт
Космонавт (в България, Русия и бившите сателитни държави на СССР), астронавт (в САЩ), спасьонавт (във Франция) или тайконавт (в Китай) е човек, извършил космически полет или минал специална подготовка за извършването на такъв полет.
Въпреки че понятието се употребява основно за професионални космонавти, то може да се използва и за всеки, който пътува в космоса, включително учени, политици, журналисти и туристи.
Към 4 октомври 2007 година 463 души (413 мъже и 48 жени) от 34 страни са достигнали ниска околоземна орбита или отвъд нея. 26 от тях са пътували отвъд ниската околоземна орбита до лунната орбита или повърхност. Според американската дефиниция 466 души са достигнали орбита. Към тази дата хората са прекарали 30 400 човекочаса в космоса (или общо около 83 години), включително около 100 дни в излизания в открития космос. Към днешна дата човекът, прекарал най-много време в космоса, е руснакът Сергей Константинович Крикальов. Той е прекарал там 803 дни, 9 часа и 39 мин, или 2.2 години. Сунита Уилиамс със своите 195 дни държи рекорда за най-дълго прекарано време в космоса от жена.

## Дефиниция
До 2003 г. космонавтите биват тренирани и подготвяни предимно на издръжка от правителството - от военните или цивилни космически агенции. След първия суборбитален полет, извършен от SpaceShipOne през 2004 се открива нова категория космонавти: т.нар. комерсиални космонавти. С нарастващия интерес към космическия туризъм, НАСА и Федералната космическа агенция на Русия се споразумяват да използват термина участник в космически полет за да може да се разграничават такива космонавти от професионалните космонавти в мисиите, организирани от двете агенции.
Критериите за това какво представлява пилотиран космически полет варират. „Fédération Aéronautique Internationale“ (FAI) дефинира като такъв всеки човешки полет над 100 км. В САЩ обаче всеки професионален, военен или комерсиален космонавт, който лети на височина 80 км или по-високо, е награждаван с астронавтска значка.

## Страни, чиито граждани са летели в космоса
1. Австрия
2. Афганистан
3. Белгия
4. Бразилия
5. България
6. Великобритания
7. Виетнам
8. Германия
9. Израел
10. Индия
11. Иран
12. Испания
13. Италия
14. Казахстан
15. Канада
16. Китай
17. Куба
18. Малайзия
19. Мексико
20. Монголия
21. Полша
22. Румъния
23. Русия
24. Саудитска Арабия
25. САЩ
26. Сирия
27. Словакия
28. Узбекистан
29. Украйна
30. Унгария
31. Франция
32. Нидерландия
33. Чехия
34. Швейцария
35. Швеция
36. ЮАР
37. Южна Корея
38. Япония
39. Турция

## Исторически факти
- Първият в историята космонавт: Юрий Алексеевич Гагарин. Той лети в Космоса на 12 април 1961 г. на космическия кораб „Восток-1“.
- Първи американски космонавт и втори човек летял в космоса: Алън Бартлет Шепърд. На 5 май 1961 г., „Меркурий III“.
- Първият български космонавт е Георги Иванов, който на 10 април 1979 г. лети с космическия кораб „Союз-33“, с командир на полета Николай Рукавишников.
- Вторият български космонавт е Александър Александров, който на 7 юни 1988 г. лети на борда на съветския космически кораб „Союз ТМ-5“.
- Първата жена-космонавт: Валентина Терешкова, 16 юни 1963 г., „Восток 6“.
- Първият човек, стъпил на Луната: На 21 юли 1969 г. Нийл Армстронг става първият човек, стъпил на Луната.[13] Той престоява на нейната повърхност общо 2 часа и 31 мин.
- Първи космонавт от Азия: виетнамецът Фам Туан. Неговият полет се състои на 23 юли 1980 година на борда на кораба „Союз 37“.
- Първият китайски космонавт: Ян Лиуей. 15 октомври 2003 г., с кораба Шънджоу на мисия „Шънджоу 5“.
- Най-млад се е намирал в космоса Герман Титов, той извършва своя полет на 26 години с кораба „Восток-2“.
- Най-възрастен в космоса е бил Джон Глен, на 77 години, когато той участва в полета STS-95.
- Най-дълго в космоса за един полет е прекарал руснакът Валери Поляков – 438 денонощия.
- Най-голям сумарен престой в космоса има руският космонавт Сергей Константинович Крикальов – 803 дни, 9 часа и 39 мин, или 2.2 години.[9][10]
- Най-много полети (7 до 2003 год) са извършили американците Джери Линн Рос и Франклин Чанг-Диас.
- На най-голямо разстояние от Земята се е отдалечил екипажът на Аполо 13 – 401 056 км.
- Първият неправителствен космонавт е учителката Шарън Криста Маколиф, една от загиналите при катастрофата на космическа совалка Чалънджър на 28 януари 1986 г.
- Първият частен космонавт: Майк Мелвил, извършил полет със „SpaceShipOne“ на 21 юни 2004 г.[14]
- Първият космически турист: Денис Тито на 28 април 2001 г.
- Кучето Лайка е първото животно, полетяло в орбита около Земята. То е изстреляно на борда на съветския изкуствен спътник „Спутник-2“ на 3 ноември 1957 г.

- Юрий Гагарин е първият човек летял в космоса на 12 април 1961 г.
- Георги Иванов е първият български космонавт летял в космоса на 10 април 1979 г.
- Александър Александров е вторият български космонавт летял в космоса на 7 юни 1988 г.
- Алън Шепърд е първият американски космонавт и вторият човек летял в космоса на 5 май 1961 г.
- Валентина Терешкова е първата жена летяла в космоса на 16 юни 1963 г.
- Нийл Армстронг е първият човек стъпил на Луната през 1969 г.